# Ivona Dadic
Ivona Dadic (ur. 29 grudnia 1993 w Wels) – austriacka lekkoatletka, wieloboistka.
Dziesiąta wieloboistka mistrzostw świata juniorów młodszych w Bressanone (2009). Rok później, startując w skoku w dal, była szósta na igrzyskach olimpijskich młodzieży. W 2011 zajęła 10. miejsce na juniorskich mistrzostwach Europy, a rok później zadebiutowała na igrzyskach olimpijskich, plasując się na 23. miejscu w rywalizacji wieloboistek.
W 2015 stanęła na najniższym stopniu podium młodzieżowego czempionatu Europy w Tallinnie. Rok później sięgnęła po brąz mistrzostw Europy w gronie seniorów oraz w swoim drugim występie na igrzyskach olimpijskich, zajęła 21. miejsce. Halowa wicemistrzyni Europy z Belgradu (2017), a także szósta wieloboistka podczas mistrzostw świata w Londynie w tym samym roku.
Złota medalistka mistrzostw Austrii (również w skoku w dal oraz biegach sztafetowych), reprezentantka kraju w pucharze Europy w wielobojach i drużynowych mistrzostw Europy.
Jej rodzice są Chorwatami. W 2008 roku w wypadku samochodowym zginął jej brat Ivan. Po tym zdarzeniu Dadic wytatuowała na ręce krzyż z imieniem zmarłego brata.

## Osiągnięcia
| Rok  | Impreza                                               | Miejsce        | Konkurencja        | Lokata      | Wynik     |
| ---- | ----------------------------------------------------- | -------------- | ------------------ | ----------- | --------- |
| 2009 | Mistrzostwa świata juniorów młodszych                 | Bressanone     | siedmiobój         | 10. miejsce | 4957 pkt. |
| 2010 | Kwalifikacje Europy do igrzysk olimpijskich młodzieży | Moskwa         | skok w dal         | 3. miejsce  | 6,14      |
| 2010 | Igrzyska olimpijskie młodzieży                        | Singapur       | skok w dal         | 6. miejsce  | 5,91      |
| 2011 | II liga pucharu Europy w wielobojach                  | Ribeira Brava  | siedmiobój         | 6. miejsce  | 5438 pkt. |
| 2011 | Mistrzostwa Europy juniorów                           | Tallinn        | siedmiobój         | 10. miejsce | 5455 pkt. |
| 2012 | Mistrzostwa świata juniorów                           | Barcelona      | siedmiobój         | –           | DNF       |
| 2012 | Igrzyska olimpijskie                                  | Londyn         | siedmiobój         | 23. miejsce | 5935 pkt. |
| 2013 | Młodzieżowe mistrzostwa Europy                        | Tampere        | siedmiobój         | 5. miejsce  | 5874 pkt. |
| 2015 | Młodzieżowe mistrzostwa Europy                        | Tallinn        | siedmiobój         | 3. miejsce  | 6033 pkt. |
| 2016 | Mistrzostwa Europy                                    | Amsterdam      | siedmiobój         | 3. miejsce  | 6408 pkt. |
| 2016 | Igrzyska olimpijskie                                  | Rio de Janeiro | siedmiobój         | 21. miejsce | 6155 pkt. |
| 2017 | Halowe mistrzostwa Europy                             | Belgrad        | pięciobój          | 2. miejsce  | 4767 pkt. |
| 2017 | II liga drużynowych mistrzostw Europy                 | Tel Awiw       | skok w dal         | 3. miejsce  | 6,33      |
| 2017 | II liga drużynowych mistrzostw Europy                 | Tel Awiw       | sztafeta 4 × 100 m | 2. miejsce  | 45,16     |
| 2017 | Mistrzostwa świata                                    | Londyn         | siedmiobój         | 6. miejsce  | 6417 pkt. |
| 2018 | Halowe mistrzostwa świata                             | Birmingham     | pięciobój          | 2. miejsce  | 4700 pkt. |
| 2018 | Mistrzostwa Europy                                    | Berlin         | siedmiobój         | 4. miejsce  | 6552 pkt. |
| 2019 | Halowe mistrzostwa Europy                             | Glasgow        | pięciobój          | 4. miejsce  | 4702 pkt. |
| 2019 | Mistrzostwa świata                                    | Doha           | siedmiobój         | –           | DNF       |
| 2021 | Halowe mistrzostwa Europy                             | Toruń          | pięciobój          | 4. miejsce  | 4587 pkt. |
| 2021 | Igrzyska olimpijskie                                  | Tokio          | siedmiobój         | 8. miejsce  | 6403 pkt. |
| 2022 | Mistrzostwa Europy                                    | Monachium      | siedmiobój         | –           | DNF       |

## Rekordy życiowe

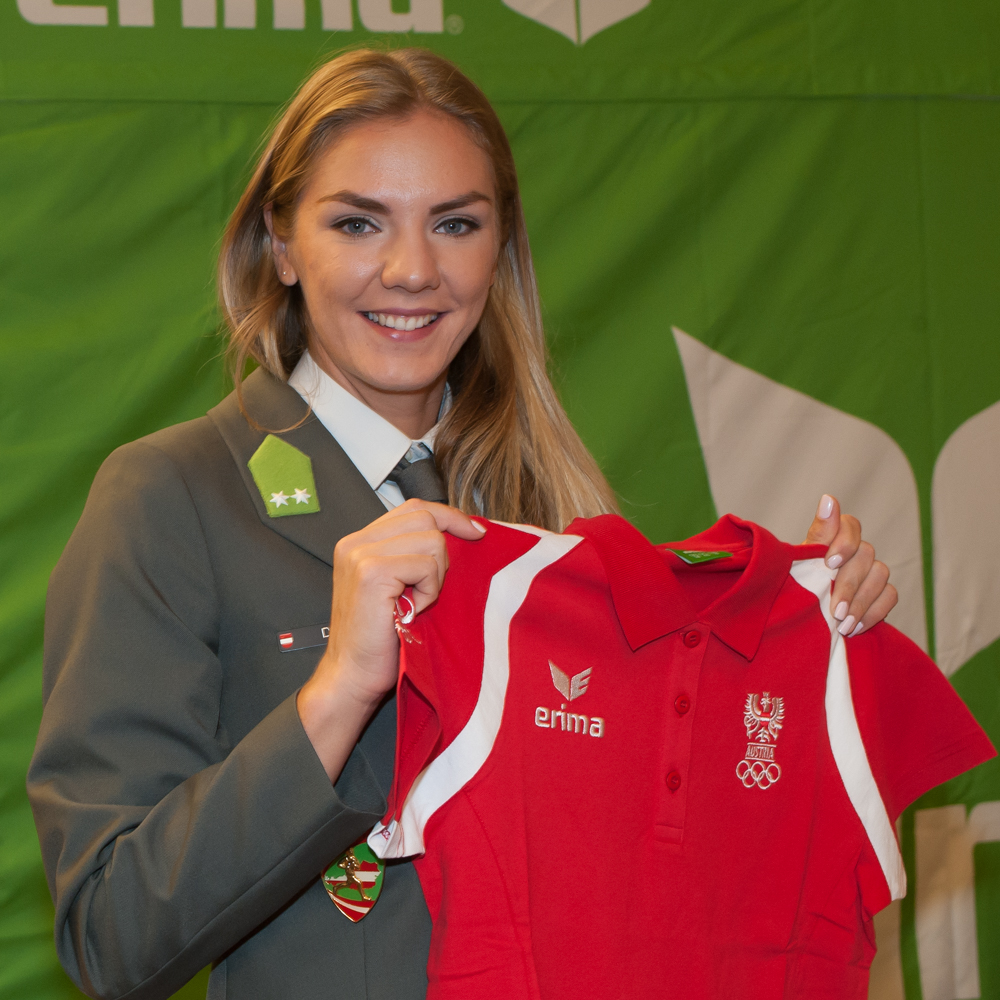
Ivona Dadic w 2016

| Konkurencja          | Wynik     | Miejsce          | Rok  | Uwagi               |
| -------------------- | --------- | ---------------- | ---- | ------------------- |
| Skok w dal (stadion) | 6,49 m    | Ried im Innkreis | 2016 |                     |
| Skok w dal (hala)    | 6,42 m    | Glasgow          | 2019 |                     |
| Pięciobój (hala)     | 4767 pkt. | Belgrad          | 2017 | rekord Austrii      |
| Siedmiobój           | 6552 pkt. | Berlin           | 2018 | były rekord Austrii |